# آرت ده خئوس
آرت ده خئوس (انگلیسی: Aart de Geus؛ زادهٔ ۱ ژانویهٔ ۱۹۵۴) کارآفرین اهل هلند است، که در سال ۱۹۸۶ شرکت سیناپسس را تأسیس کرد.